# هانس والتر
هانس والتر (انگلیسی: Hans Walter؛ ۹ اوت ۱۸۸۹ – ۱۴ ژانویهٔ ۱۹۶۷) قایقران روئینگ اهل سوئیس بود.
وی در مسابقات کشوری و بین‌المللی در مجموع برندهٔ ۸ مدال طلا، ۳ مدال نقره، ۱ مدال برنز شده‌است.